# 田中豊 (大蔵官僚)
田中 豊（たなか ゆたか、1898年10月11日 - 1969年2月5日）は、愛媛県出身の大蔵官僚。大蔵次官、宝酒造社長、日本勧業銀行副総裁。

## 経歴
第七高等学校造士館を経て、東京帝国大学法学部に入学。東京帝大在学時はア式蹴球部に所属した。
1923年に大学を卒業して大蔵省に入省。銀行局に配属。主税局国税課長、理財局長を経て、太平洋戦争中の1944年に主税局長に就任。1945年2月24日に大蔵次官に就任したが、津島壽一の大蔵大臣辞任に伴って同年4月に退任した。

戦後の1945年9月より日本勧業銀行の副総裁を務めたが、公職追放により副総裁を辞任し、弁護士を開業した。1951年、宝酒造社長に就任し、1965年に相談役となった。
1969年2月5日、東京都港区の虎の門病院で胆道癌により死去した。
娘は大倉真隆（元大蔵事務次官）と宮崎知雄（元大蔵省国際金融局長）に嫁いだ。